# Causa Galiza
Causa Galiza és una organització política independentista gallega. Causa Galiza va ser fundada en 2012, i en 2014 esdevenir un partit polític. El 31 d'octubre de 2015, nou membres de Causa Galiza van ser detinguts sota l'acusació de ser membres del grup Resistência Galega, una organització que fou qualificada com a terrorista, i van ser acusats de cometre el delicte d'apologia del terrorisme. El 2016, l'Audiència Nacional va il·legalitzar l'organització durant un any degut a un delicte d'apologia del terrorisme.